# Инвалидност
Инвалидност има више дефиниција. Најчешће се истиче да је то стање које произлази из губитка или редукције способности да се изврше очекиване или специјално дефинисане активности социјалних улога у једном дужем временском периоду, због хроничне болести или оштећења. Према савременим схватањима инвалидно лице дефинише се као особа која значајно или потпуно нема способности вида, слуха, локомоторних радњи, или има интелектуалну инсуфицијенцију. Дисабилитет је привремено или перманентно смањење функција. Немогућност да се изведу одређене активности које већина људи може да изведе, често као резултат физичког или менталног стања. Те неспособности суштински онемогућавају инвалидне особе у развијању социјалне комуникације, што значајно утиче на њихову партиципацију у многим сегментима живота. Због тога постоји веома осмишљен покрет за смањење психолошких, социјалних и свих других препрека који ометају инвалидне особе да остваре оне способности којима располажу и које, њиховим испуњењем могу остварити значајне личне и социјалне успехе.
Инвалидност је општи израз, који покрива поремећаје, ограничења активности и ограничења учешћа. Поремећај је проблем у функцији или структури тела; ограничење активности је потешкоћа са којом се појединац сусреће при извршавању задатка или акција; док је ограничење учешћа проблем који појединац доживљава у укључивању у животне ситуације. Стога инвалидност није само здравствени проблем. То је сложен феномен, који одражава интеракцију између особина тела особе и особина друштва у којем он или она живи.— Светска здравствена организација, Инвалидност
Инвалидност је споран концепт, који има различита значења у различитим заједницама. Може се користити за упућивање на физичке или менталне атрибуте које неке институције, посебно медицинске, сматрају да је потребно кориговати (медицински модел). Може се односити на ограничења која су наметнута људима због ограничења једне абилиземске друштвене заједнице (друштвени модел). Израз може да се односи на идентитет особа са инвалидитетом. Физиолошки функционални капацитет (ФФЦ) је сродан термин који описује ниво учинка појединаца. Оно показује способност извршавања физичких задатака свакодневног живота и лакоће са којом се ови задаци изводе. ФФЦ се смањује са старењем која узрокује прогресивну детиорацију способности, когнитивне или физичке поремећаје, што може довести до означавања особа као инвалида.
Дискусија о дефиницији инвалидности је проистекла из Покрета за права особа са дисабилитетом у Сједињеним Америчким Државама и Уједињеном Краљевству седамдесетих година, што је довело у питање начин на који је медицински концепт инвалидности доминирао перцепцијом и дискурсом о инвалидитету. Дебате о прикладној терминологији и њиховој имплицираној политици настављају се у инвалидским заједницама и академском пољу инвалидских студија. У неким земљама, закон захтева да здравствени радник документује инвалидност како би се проценила подобност за додељивање инвалиднине.

## Историја
Савремена схватања инвалидности произлазе из концепата који су се појавили током периода западног научног просветитељства; пре тог доба, физичке разлике су посматране кроз различита сочива.
Током средњег века, сматрало се да су лудило и друга обољења узроковани демонима. Такође се сматрало да су део природног поретка, посебно током и након периода црне смрти, након кога се ширила инвалидност по општој популацији. У раном модерном добу дошло је до померања ка тражењу биолошких узрока за физичке и менталне разлике, као и повећаног интереса за разграничавање категорија: на пример, Амброаз Паре, у шеснаестом веку, писао је о „чудовиштима”, „поремећеним” и „осакаћеним” особама. Нагласак европског просветитељства на знању изведеном из резоновања и вредности природних наука за људски напредак помогао је у стварању институција и асоцираних система знања, који су посматрали и категорисали људска бића; међу њима институције које су биле значајне за развој данашњих концепата инвалидности су психијатријске болнице, клинике, и, затвори.
Савремени концепти инвалидности су укорењени у току осамнаестог и деветнаестог века. Најистакнутији међу њима су били развијање клиничког медицинског дискурса, што је учинило да се људско тело види као ствар коју се може манипулисати, проучавати и трансформисати. Они су деловали заједно са научним дискурсима који су покушавали да изврше класификацију и категоризацију, и при томе постану нормализациони методи.
Концепт „норме” је развијен у овом временском периоду, и представљен је у раду белгијског статистичара, социолога, математичара, и астронома Адолфа Кетла, који је писао током 1830-их о l'homme moyen – просечном човеку. Кетле је постулирао да се може узети сума атрибута свих осова дате популације (као што су њихова висина или тежина) и утврдити просечне вредности, и да би те вредности могле да служе као норма према којој сви људи треба да теже.
Ова идеја статистичке норме провлачи се кроз брзу примену статистичких података прикупљених од стране Британије, Сједињених Држава и земаља Западне Европе током овог временског периода, и везана је за пораст заступљености еугенских гледишта. Инвалидност, као и други концепти укључујући: абнормалност, ненормалност и нормалност проистичу из тога. Циркулација тих концепата је евидентна у популарности представа са наказама, у којима су забављачи профитирали излагањем људи који одступају од тих норми.
Са успоном еугенике у другом делу деветнаестог века, таква одступања су сматрана опасним по здравље целокупне популације. Са инвалидитетом посматраним као делом биолошког устројства особе, а самим тим и генетског наслеђа, део научне заједнице је сматрао да постоји потреба за уклањањем таквих „одступања” из генског фонда. Развијене су различите метрике за процену генетске подобности особе, које су затим кориштене за депортације, стерилизације или институционализације оних који су сматрани неподобним. На крају Другог светског рата, са увидом у исходе упражњавања нацистичке еугенике, еугеника је углавном нестала из јавног дискурса, а све више се инвалидност повезивала у скупом атрибута које медицина може адресирати - путем помагала, рехабилитације или лечења. У садашњој и модерној историји, инвалидитет се често посматра као нуспроизвод инцеста између сродника првог или другог колена.
Током раних 1970-их, активисти за особе са инвалидитетом су почели да преиспитују начин на који друштво третира особе са инвалидитетом и медицински приступ инвалидности. Услед њиховог деловања, физичке баријере за приступачност су биле идентификоване. Те околности су функционално онемогућавале инвалиде, и оно што је у данашње време познато као социјални модел инвалидитета се појавило. Ова фразу је сковао Мајк Оливер 1983. године, и она формулише разлику између медицинског модела инвалидитета – према коме је потребно кориговати ограничење – и друштвеног модела инвалидитета – према коме друштво које ограничава особу треба кориговати.

## Социологија

### Терминологија
За особе са инвалидитетом коришћени су различити термини у различитим временима и местима. Инвалидност или ограничење се обично користе, као и специфичнији термини, као што су слепи (да се опише особа која уопште не види), или особа са оштећеним видом (за описивање ограниченог вида).
Употреба израза хендикеп се занемарује услед погрешне народне етимологије, којом се имплицитно сугерише да особа учествује у просјачењу. Сам назив је заправо изведен из једне старе игре, , у којој два играча тргују имовином, а трећа, неутрална особа процењује разлику вредности међу имецима. Концепт неутралног човека који поравнава различита гледишта проширен је на трке са хендикепом средином 18. века. У тркама са хендикепом, коњи носе различите тежине засноване на процени судије о томе шта ће их учинити подједнаким. Употреба термина за опис особе са инвалидитетом - по аналогији са тркама са хендикепом, за особу која носи тежи терет од нормалне - појавила се почетком 20. века.

### Обраћање
Дискусија о матерњем језику особе је један од начина да се разматра инвалидност. За кориштење матерњег језика се каже да омогућава особи да компензује за језичку неспособност, тако да индивидуе које преферирају матерњи језик, исто тако називају себе „особама са инвалидношћу”. Више информација о употреби сродних фраза је доступно у раду „Церебрална парализа: водич за негу” са Универзитета у Делаверу:
„Стилски водич Америчког удружења психолога наводи да при идентификовању особе са инвалидитетом, прво треба навести име или заменицу, и да описи инвалидности требају да буду коришћени тако да се она може идентификовати, али да то не мења особу. Прихватљиви примери обухватају „жена са Дауновим синдромом” или „човек који има шизофренију”. Такође се наводи да адаптивна опрема особе треба да буде описана функционално као нешто што помаже особи, а не као нешто што ограничава особу, на пример „жена која користи инвалидска колица” уместо „жена у/ограничена на инвалидска колица”.”
Слична врста терминологије типа „људи-прво” се такође користи у Великој Британији, али чешће у облику „особе са ограничењем” (као што су „особе са оштећењима вида”). Међутим, у Великој Британији, појам „онеспособљене особе” се генерално преферира у односу на „особе са инвалидитетом”. У оквиру социјалног модела се сматра да док је нечија инвалидност (на пример, повреда кичмене мождине) индивидуално својство, „инвалидност” је нешто што је креирано спољашњим друштвеним факторима као што је недостатак приступачности. Ова разлика између индивидуалног својства неспособности и друштвеног својства неспособности је централна за друштвени модел. Термин „особе са инвалидношћу” као политичку конструкцију такође широко користе међународне организације за особе са инвалидитетом, као што су Међународне особе са инвалидношћу.
Употреба терминологије „људи-прво” је довела до уласка у употребу акронима PWD за реферирање особе(а) (или људи) са инвалидношћу (или неспособношћу). Међутим, други појединци и групе преферирају изразе типа „идентитет прво” којим се наглашава како инвалидност може утицати на идентитет људи. Који стил изражавања се употребљава варира између различитих земаља, група и појединаца.

### Старење
У извесној мери, физичка ограничења и промене менталних стања скоро свеприсутно захватају људе услед старења. Стареће популације се често стигматизују због велике преваленције инвалидности. Катлен Вудворд, пишући у делу Кључне речи за изучавање инвалидности, објашњава феномен на следећи начин:
Старење се реторички помиње - понекад злобно - као кључни разлог зашто би инвалидност требало да буде од пресудног значаја за све нас (сви ми старимо, сви ћемо бити коначно онеспособљени), стога се нехотично ојачава штетни и доминантни стереотип старења као искључиво искуства опадања и погоршања. Али мало се пажње посвећује преклапању старења и инвалидности.

## Међународни дан особа са инвалидитетом
За Међународни дан особа са инвалидитетом, проглашен је 3. децембар, који се свечано обележава од 1992. године. Тада је Генерална скупштина уједињених нација усвојила резолуцију којом се све земље света позивају на обележавање тог дана са циљем да се унапреди живот и омогући особама са инвалидитетом да једнако уживају људска права и равноправно учествују у свим активностима друштва.
Тај дан је повод и прилика да се скрене пажња на свакодневне, нерешене, проблеме са којима се особе са инвалидитетом суочавају, а то су пре свега, сиромаштво, висока стопа незапослености и друштвена изолација. Колики значај има обележавање овог дана говори податак да су приближно 15 одсто светске популације особе које живи са неким обликом инвалидитета.